# Fancy Chamber Music
Albums de Carla Bley
The Carla Bley Big Band Goes to Church
(1996) Are We There Yet?
(1999)
Fancy Chamber Music est un album de la pianiste et compositrice de jazz américaine Carla Bley sorti en 1998 chez Watt/ECM.

## À propos de l'album
Carla Bley s'approprie ici avec humour et ironie la musique baroque et la musique de chambre.
Les morceaux de Fancy Chamber Music ont été écrits à l'occasion de commandes, et arrangés ici pour cordes et bois. Les huit Romantic Notions ont à l'origine été écrites pour la pianiste Ursula Oppens. L'album présente les no 4 et no 6, la no 3 figurant sur l'album Duets. Comme l'explique Bley, End Of Vienna « n'est pas une valse, et marque la fin d'une propension étrange à écrire des morceaux à trois temps ». Tigers in Training, morceau en quatre parties, évoque la vie d'un tigre dans un cirque. Le dernier morceau de l'album, Jon Benet, « émouvant un peu flippant », peut être vu comme un hommage à la minimiss assassinée, mais trouve son inspiration dans un jouet musical défectueux qu'avait Bley dans son enfance.

## Réception critique
Tyran Grillo qualifie l'album de « chef-d'œuvre ». Ian Nicolson (All About Jazz) est bluffé par l'album, expliquant que Fancy Chamber Music « est aussi tranquillement révolutionnaire que ses œuvres des années 1970 ».

## Liste des pistes
Toute la musique est composée par Carla Bley.
| No | Titre                | Durée |
| -- | -------------------- | ----- |
| 1. | Wolfgang Tango       | 14:29 |
| 2. | Romantic Notion no 4 | 2:26  |
| 3. | End of Vienna        | 9:00  |
| 4. | Tigers in Training   | 12:02 |
| 5. | Romantic Notion no 6 | 1:05  |
| 6. | Jon Benet            | 7:17  |

## Personnel
- Carla Bley : piano
- Steve Morris : violon
- Andrew Byrt : alto
- Emma Black : violoncelle
- Steve Swallow : guitare basse
- Alison Hayhurst : flûte
- Sara Lee : clarinette, glockenspiel
- Chris Wells : percussions